# سهره گلی بزرگ
سهره گلی بزرگ (نام علمی: Carpodacus rubicilla) نام یک گونه از سرده سهره گلی است.